# Corgatha ochrobapta
Corgatha ochrobapta là một loài bướm đêm trong họ Erebidae.